# Gazeta Wyborcza

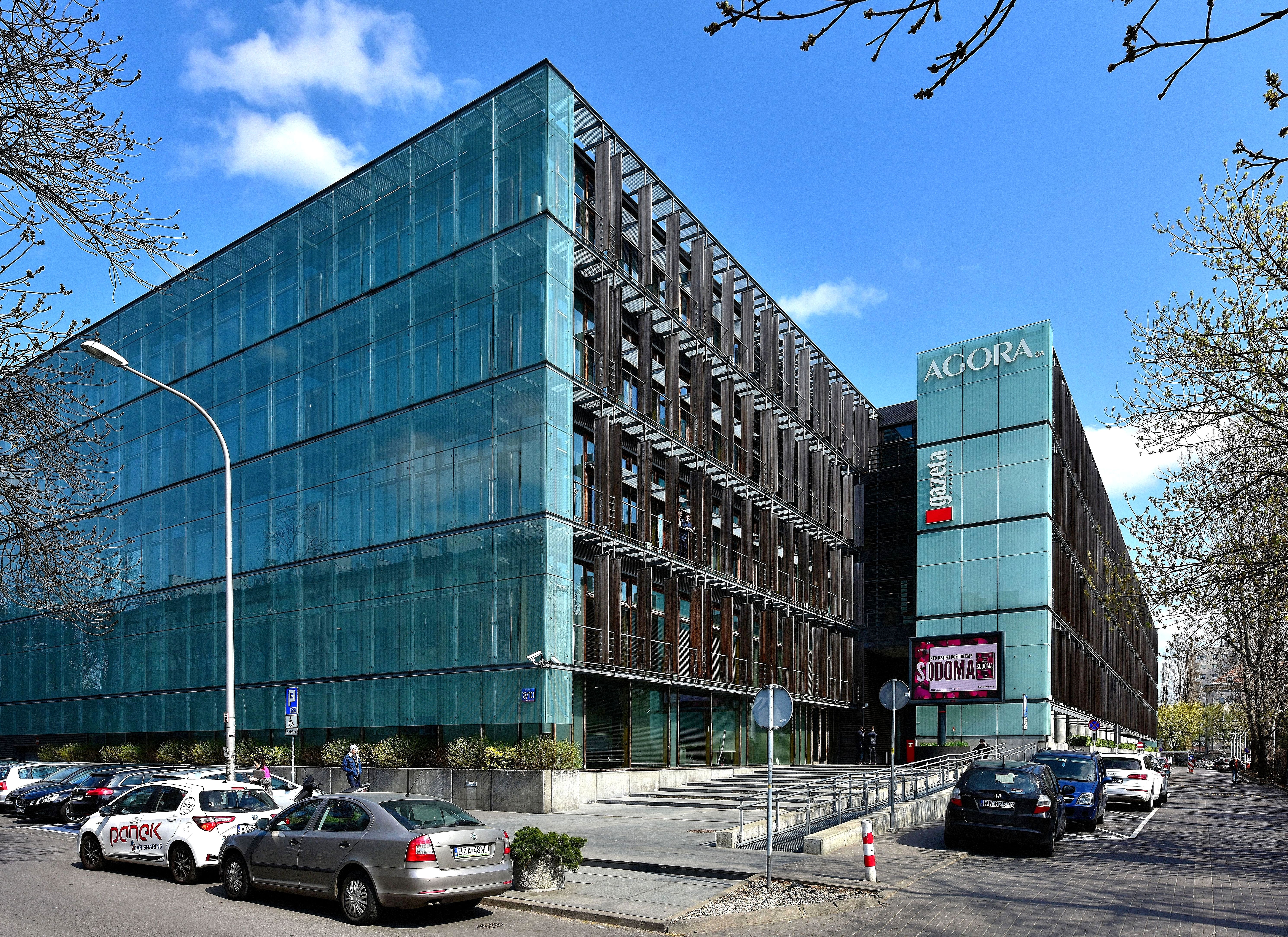
Le siège du journal, rue Czerska à Varsovie.

Ancien logo.

Gazeta Wyborcza (Le journal électoral) est un quotidien polonais dirigé par Adam Michnik et appartenant à la holding Agora SA. Il défend des positions libérales.

## Histoire
Gazeta Wyborcza doit sa naissance aux accords dits de la Table ronde, paraphés début avril 1989. Dans la perspective d'élections partiellement libres au Sénat et à la Diète prévues le 4 juin 1989, l'opposition regroupée autour du syndicat Solidarność a besoin d'une publication pour faire entendre sa voix. Le pouvoir communiste acquiesce. Adam Michnik est alors missionné par Lech Wałęsa de créer un organe de presse qui devait ensuite se transformer en journal d'information national, représentant les intérêts politiques du syndicat.  
Adam Michnik s'adjoint aussitôt la compétence énergique de Helena Łuczywo. L'appartement de cette éditrice de journaux clandestins servait de salle de rédaction rédaction de Robotnik, une publication liée au Comité de défense des ouvriers (Komitet Obrony Robotników, KOR) dans les années 1970. Lorsque la loi martiale a été décrétée en 1981, elle publie Tygodnik Mazowsze, l'hebdomadaire du syndicat dans la région de Mazovie. Avec Helena Łuczywo, toute une équipe de jeunes journalistes est sortie de l'ombre pour s'installer dans les 300 m2 de la rue Iwicka. Elle sera la rédactrice en chef du journal jusqu'à 2007. 
Le premier numéro de Gazeta Wyborcza (Le journal électoral) tiré à 150 000 exemplaires autorisés par le pouvoir parait le 8 mai 1989. Le double feuillet arbore l'insigne et la devise de Solidarność, la "une" affiche l'appel de Lech Wałęsa, les pages suivantes la liste des candidats au Parlement et au Sénat recommandés par le Comité électoral civique Solidarność (Komitet Obywatelski NSZZ Solidarność) 

### Divorce avec le syndicat Solidarność
En 1990, lors de la première élection présidentielle au suffrage universel, Gazeta Wyborcza soutient la candidature de Tadeusz Mazowiecki contre celle de Lech Wałęsa. Le Premier ministre d’alors, Tadeusz Mazowiecki, lors de son discours inaugural décide de tirer « un trait épais » sur le passé. Cette politique de l’impunité des gouvernements précédents laisse la possibilité aux anciens communistes de demeurer au pouvoir. Initialement saluée, cette position est ensuite vigoureusement critiquée lorsque les communistes reviendront au pouvoir en 1995. « Walesa président de la République, c'est un peu comme si les Anglais avaient installé Robin des Bois au 10 Downing Street. Il était bon pour le combat, mais pas pour la démocratie », tranche Adam Michnik. L'affaire est une trahison pour Solidarność et Lech Wałęsa exige alors le retrait du sigle et du slogan du mouvement (« Nie ma wolności bez Solidarności » : « Pas de liberté sans Solidarité ») de la vignette du journal.
Aujourd'hui encore, les relations sont tendues entre le syndicat et le quotidien très libéral sur le plan économique, défenseur acharné de l'économie de marché. 
Une autre raison du conflit du syndicat Solidarność avec Gazeta Wyborcza est sa proximité avec l'ancien pouvoir communiste. Wojciech Jaruzelski, l'ex-chef d'État polonais, qui avait proclamé la loi martiale en 1981 est invité au colloque que Gazeta Wyborcza organise pour son dixième anniversaire. Une amitié se noue aussi entre Adam Michnik et le président Aleksander Kwaśniewski, ancien cadre du Parti reconverti dans la social-démocratie. Un jour, Michnik qualifie l'ancien ministre de l'Intérieur communiste, Czesław Kiszczak, d'« homme d'honneur » . En 2001, le journal refuse de se séparer du journaliste Leszek Maleszka lorsque la presse révèle qu'il a collaboré avec la police politique.
Mais c'est l'affaire Lew Rywin qui plonge Gazeta dans la crise. En juillet 2002, ce producteur de cinéma influent (notamment du Pianiste de Polanski) propose à Adam Michnik, au nom du premier ministre ancien communiste Leszek Miller, d'obtenir l'adoption d'une loi sur les médias favorable à Agora. Le groupe pourrait alors acquérir la chaîne Polsat. Prix du service : 17,5 millions de dollars. Le directeur de Gazeta enregistre la conversation mais Michnik freine, Gazeta tergiverse et fait de la rétention d'informations. L'affaire se retourne contre le journal, lorsqu'elle est finalement révélée dans ses colonnes six mois plus tard.
Le journal lance régulièrement des appels à se mobiliser contre le gouvernement national-conservateur d'obédience Droit et justice (PiS) au pouvoir qui défend la « lustration », cette opération vérité visant à faire la lumière sur les anciens collaborateurs du régime communiste.

### Succès commercial
Depuis le début, le journal se veut très vite une entreprise rentable, cherchant sans états d'âme à dégager des bénéfices. Une Polonaise émigrée aux États-Unis, Wanda Rapaczyński, qui travaille à la Citibank à New York, est débauchée pour prendre en main la gestion et les finances.
Avec le temps, sa maison mère Agora fondée par Andrzej Wajda, Zbigniew Bujak et Aleksander Paszyński est devenu le plus grand groupe médiatique de Pologne. En plus de Gazeta Wyborcza, son activité la plus rentable, il possède 15 magazines nationaux, un quotidien libre à Varsovie et des hebdomadaires libres dans quatre autres villes, la plus grande agence de publicité polonaise, 28 stations de radio locale, une station de radio pan-régionale, et le troisième plus grand portail Internet de Pologne.